# Geert van Aalten
Geert van Aalten  (1958) is een Nederlandse dammer die al vanaf zijn jeugd onafgebroken in het eerste tiental van Damvereniging Huissen speelt. Hij is in het bezit van de titels Internationaal Grootmeester en Nationaal Grootmeester. 

## Hoogtepunten
Hij behaalde in 1975 de jeugdwereldtitel. Zijn beste prestaties zijn een gedeelde tweede plaats met 14 uit 11 in het Nederlands kampioenschap 1988 in Putten en een gedeelde negende plaats met 21 uit 19 in het wereldkampioenschap 1990 in Groningen. Hij won in 1994 met 15 uit 10 de Nijmegen Open door Bassirou Ba en Tjeerd Harmsma op weerstandspunten voor te blijven.